# Niepełnosprawność intelektualna w stopniu lekkim
Niepełnosprawność intelektualna w stopniu lekkim (upośledzenie umysłowe lekkie, dawniej debilizm – nazwa niestosowana z uwagi na negatywne znaczenie w języku potocznym) – poziom intelektualny osób dorosłych charakterystyczny dla 12 roku życia. Ta forma deficytu intelektualnego stanowi najwięcej rozpoznań.
Osoby takie są samodzielne i zaradne społecznie, nie powinny jednak wykonywać zawodów wymagających podejmowania decyzji, ponieważ nie osiągnęły etapu myślenia abstrakcyjnego w rozwoju poznawczym. Życie rodzinne przebiega bez trudności. W socjalizacji mogą nabywać zaburzeń osobowościowych, ze względu na atmosferę otoczenia i stosunek innych. 
Obecnie istnieje tendencja do wprowadzania zajęć korekcyjnych, przy intensywniejszym treningu poznawczym w dłuższym czasie osoby z upośledzeniem w stopniu lekkim osiągają podobne wyniki co osoby z przeciętnym IQ. Do 14 roku życia brak różnic rozwojowych.
IQ w skali Wechslera: 55–69.